# Суонсі
Суо́нсі, також Сво́нсі (англ. Swansea, валл. Abertawe) — місто на півдні Уельсу, адміністративний центр області Свонсі.
Населення міста становить 169 880 осіб (2001).
Всесвітньо відомий поет Ділан Томас, що народився у Суонсі, називав місто «потворно-милим» (ugly-lovely town) 

## Цікавинки
Залізниця Суонсі і Мамблза, що діяла з 1806 року до 5 січня 1960 року — перша залізниця з регулярними пасажирськими перевезеннями у світі і одна з найперших залізниць у світі взагалі. На початку XX століття залізниця набула характеру приміського трамвая.

## Відомі особистості
У поселенні народилися:
- Рут Меннінг-Сендерс (1886—1988) — британська поетеса та письменниця.
- Ділан Томас (1914-1953) — валлійський поет та письменник.
- Расел Ті Девіс (нар.1963) — сценарист BBC, найбільш відомий своєю роботою над відновленим серіалом Доктор Хто у 2005-2009 роках
- Кетрін Зета-Джонс (нар. 1969) —  британська та голлівудська акторка.